# قطع برق در ایران
ایران در چند برههٔ زمانی گوناگون با قطعی برق و خاموشی‌های گسترده روبه‌رو شده است. خاموشی‌های گسترده در تاریخ ایران از جنگ این کشور با عراق آغاز شدند و تا خاموشی‌های ۲۰۲۱ ایران ادامه یافتند. این خاموشی‌ها در سال‌های بعد نیز به تناوب ادامه پیدا کردند.
پیش‌بینی می‌شود در صورت ادامهٔ روند کنونی، ناترازی و کمبود برق در ایران هر سال تشدید شده و تا سال ۱۴۱۰، به ۳۲ تا ۶۱ هزار مگاوات برسد و این بدین معناست که در سال ۱۴۱۰ یک سوم ایران برق ندارد.

## خاموشی‌های گسترده

### ۱۳۶۹
شهروندان ایران در دوران جنگ ایران و عراق، خاموشی‌های پرشماری را تجربه کردند. پس از پایان جنگ در سال ۱۳۶۷ تا سال ۱۳۶۹، وضع برق این کشور اندکی بهتر شد ولی در هفتم مردادماه ۱۳۶۹، خاموشی گسترده‌ای رخ داد و چندین استان ایران را دربرگرفت.

### ۲۰۰۱ (۱۳۸۰)
در ۲۰ مه ۲۰۰۱، برق در چند شهر عمدهٔ ایران یعنی تهران، اصفهان، شیراز، تبریز، کرمانشاه، ساری، قزوین و همدان قطع شد که جمعیتی ۳۰ میلیون نفری را دربرمی‌گرفت.

### ۱۳۸۲
این خاموشی از ساعت ۲۱ روز ۱۲ فروردین‌ماه ۱۳۸۲ با رخ دادن انفجاری در خط انتقال ۲۳۰ کیلوواتی میان پست انجیرک اراک و پست اراک ۲ روی داد و مقدمهٔ خاموشی‌های گسترده در بخش‌های دیگر ایران شد.

### ۱۳۸۷
در سال ۱۳۸۷ نیز بحران خاموشی‌ها به اندازه‌ای گسترش یافت که خاموشی‌های با برنامه در دستور کار شرکت‌های توزیع برق ایران قرار گرفت. در آن دوران، مقام‌های وزارت نیروی ایران، یکی از دلایل خاموشی‌ها را «افزایش نامتناسب حجم سرمایه‌گذاری با افزایش رشد مصرف» در صنعت برق این کشور دانستند. مقام‌های ایرانی در سال ۱۳۸۷، خاموشی‌ها را نه‌تنها رخداد، بلکه به‌دلیل برخی سیاست‌ها و کمبودها اعلام داشتند.

### ۲۰۲۱ (۱۳۹۹)
خاموشی‌های سال ۱۳۹۹ از گسترده‌ترین خاموشی‌های تاریخ ایران بوده‌اند. در دی‌ماه ۱۳۹۹ (ژانویه ۲۰۲۱) بود که قطع شدن برق و مشکلات وابسته به نبود الکتریسیته در چند کلانشهر ایران، مورد توجه رسانه‌ها قرار گرفت. علّت خاموشی‌ها، دستگاه‌های استخراج رمزارز، کمبود گاز و افزایش مصرف مشترکان خانگی اعلام شد. رضا اردکانیان، وزیر نیروی ایران، با تأیید گزارش‌ها دربارهٔ استخراج رمزارز در ایران توسط چینی‌ها، خاموشی‌ها را به‌دلیل فعالیت آنان دانست؛ ادعایی که برخی مسئولان استان تهران نیز آن را تأیید کردند. این خاموشی‌ها، سراسری گزارش شدند. با این حال، بر اساس گزارش بی‌بی‌سی فارسی، تهران، گلستان، گیلان، البرز، مرکزی، اصفهان، خوزستان، سمنان، قم، اردبیل و آذربایجان شرقی استان‌هایی بودند که دچار خاموشی شدند. بر اساس گزارش‌ها، برق شبکهٔ کارخانهٔ «فرو کروم» با قیمت «بسیار ناچیز» در اختیار شرکت تاپ‌اکوی چین قرار گرفته است.
از هفته‌ها پیش، استفاده از سوخت بسیار آلایندهٔ مازوت در نیروگاه‌های ایران آغاز شد که آلودگی خطرناک هوا در شهرهای پرجمعیتی چون تهران را در پی داشت. بر اساس گزارش‌ها، در همین بحران، برق چهار نهاد دولتی «پرمصرف»، از جمله سازمان حفاظت محیط‌زیست قطع شد. در این دوران، برخی از مقامات ایران، مردم این کشور را برای مصرف بالای برق و گاز مورد ملامت قرار دادند؛ هنگامی که بر اساس آمارهای رسمی، به‌طور متوسط، یک سوم برق و نزدیک به نیمی از گاز این کشور در بخش خانگی مصرف می‌شود.
قطع برق در ایران باعث شکست شطرنج‌بازان این کشور در جریان مسابقات اینترنتی قهرمانی آسیا شده است. مسابقات انفرادی شطرنج قهرمانی آسیا به‌دلیل شیوع کرونا به صورت هیبریدی برگزار می‌شود و امارات میزبان این مسابقات مجازی است. در این روش بازیکنان با حضور داوران و دوربین‌ها به صورت اینترنتی مسابقه می‌دهند. ۸ شطرنج‌باز ایران روز گذشته درگیر دیدارهای روز دوم مسابقات آنلاین قهرمانی آسیا بودند که برق محل مسابقه قطع شد. منابع خبری در ایران می‌گویند که قطع ناگهانی برق باعث شکست شطرنج‌بازان ایران شد. دبیر فدراسیون شطرنج ایران به خبرگزاری ایرنا گفته است، قطع لحظه‌ای برق در مسابقات آنلاین خطا محسوب می‌شود و دلیل شکست دو شطرنج‌باز ایران در مسابقات روز گذشته همین مسئله بوده است. محسن سمیع‌زاده گفته است: «تصمیمات برقی ضربهٔ مهمی به ما زد و به‌نحوی شطرنج مات این تصمیمات شد.» خبرگزاری ایسنا می‌گوید پرهام مقصودلو نفر اوّل شطرنج ایران که از او به عنوان بخت نخست قهرمانی یاد شده، به‌دلیل قطعی برق از حریف مغولستانی شکست خورد. شادی پریدر، قهرمان سابق شطرنج زنان ایران و برگزارکنندهٔ این رقابت‌ها از وزیر نیرو خواسته است تا برق فدراسیون شطرنج در ده روز آینده قطع نشود. خانم پریدر گفته است: «به‌دلیل قطعی برق، شطرنج‌بازان ایران رقابت‌های خود را از دست دادند و شکست خوردند. این بچه‌ها خیلی حیا دارند. شطرنج‌بازان مظلومانه و با چشمان گریان بدون هیچ اعتراضی به محل هتل خود رفتند. طفلکی‌ها عادت کرده‌اند. به‌خاطر آبروی کشور در این مسابقات، لطفاً در این ۱۰ روز، برق فدراسیون شطرنج را قطع نکنید!» در چند روز اخیر در ایران شمار زیادی از شهروندان در نقاط مختلف کشور با قطع برق مواجه شده‌اند. سخنگوی صنعت برق در ایران استخراج غیرمجاز رمزارزها مثل بیت‌کوین و استفاده از کولر در گرمای هوا را دلیل قطع شدن برق اعلام کرده است.

### ۱۴۰۴
قطعی برق در ایران در سال ۱۴۰۴ نسبت به سال‌های قبل گسترده‌تر شد؛ به‌طوری که حتی به روزانه تا چهار ساعت نیز رسید. ناترازی انرژی و کمبود برق باعث تغییر ساعت ادارات و مدارس شد؛ به‌طوری که ساعت فعالیت کلاس‌های درس مدارس ایران در شیفت صبح از ساعت ۶ تا ۹:۳۰ و شیفت بعد از ظهر از ساعت ۱۰ تا ۱۳ تغییر پیدا کرد. این موضوع با اعتراض مردم و رسانه‌های ایرانی مواجه گشت. وب‌سایت تابناک در مطلبی در این رابطه نوشت: «گویی قرار است دانش‌آموزان، قربانیان بی‌صدای این ناترازی انرژی و ناتوانی مدیریتی شوند تا شاید تب بحران انرژی با فرافکنی به خوابی سنگین فرورود. این یا نشانهٔ مدیریت ناکارآمد و بی‌فکر در پهنهٔ آموزش است یا اعترافی خاموش به فروپاشی زیرساخت‌های انرژی.»
از سویی دیگر، دولت ایران از فروردین‌ماه به کارفرمایان صنعتی نسبت به قطع برق و قطع گاز در ماه اردیبهشت هشدار داده بود و قطعی برق شهرک‌های صنعتی از یکم اردیبهشت آغاز شد. شرکت برق تهران ۳۰ فروردین در نامه‌ای به شهرک‌های صنعتی در تهران نوشت که «برنامه‌های مدیریت بار سال جاری جهت کنترل اوج بار شبکهٔ سراسری برق بر اساس مصوبهٔ دولت در اردیبهشت ۱۴۰۱، از اوّل اردیبهشت سال جاری شروع خواهد شد.» در روز نخست ماه، شهرک‌های صنعتی پردیس، صفادشت، دهک، عباس‌آباد و سلیمانی، از آغاز قطعی برق واحدهای خود خبر دادند. برخی صاحبان صنایع از جمله در بخش سیمان و فولاد نیز روز چهارشنبه ۲۴ اردیبهشت ۱۴۰۴ از دریافت پیامکی مبنی بر توقف تولید خبر دادند. در این ابلاغیه از این واحدها خواسته شده بود که به‌دلیل محدودیت در تأمین برق و ضرورت تأمین نیازهای مصرفی خانوار، فعالیت تولیدی خود را به مدّت ۱۵ روز متوقف کنند.
با تشدید ناترازی و قطع برق، قطع اینترنت و کندی آن نیز به یکی از دغدغه‌های کسب و کارهای خرد تبدیل شد؛ زیرا با قطع برق و متعاقباً قطع اینترنت یا کندی سرعت آن، دادوستدهای روزمره که اغلب از طریق کارت‌خوان‌ها در واحدهای صنفی انجام می‌شود، مختل شده است. قطعی برق در ایران به موضوع سخنرانی دونالد ترامپ، رئیس‌جمهور آمریکا که سفری چهار روزه را به منطقهٔ خاورمیانه آغاز کرده بود، نیز تبدیل شد. وی در این رابطه گفت: «ایران دهه‌ها به‌خاطر بی‌توجهی و سوءمدیریت، گرفتار بی‌برقی‌های چند ساعته روزانه شده است که همیشه در مورد آن می‌شنوید.» در این شرایط، یک نمایندهٔ مجلس ایران گفت که وزیر نیرو قول داده تا خاموشی‌ها «الگودار» شود. یک مقام صنفی هم توصیه کرد که مردم «بادبزن و آفتابه» بخرند و در نهایت، وزیر نیرو از افزایش قیمت برق برای کاهش مصرف خبر داد.
همچنین با تشدید قطع برق و بحران آب در ایران، اعتراضات پراکنده‌ای در مناطق مختلف این کشور گزارش شد. در ۱۵ اردیبهشت ۱۴۰۴ در شهر ری، معترضان با تجمع و بستن خیابان مقابل اداره برق منطقه‌ای به قطع مکرر برق اعتراض کردند. در چهارم مردادماه نیز اعتراضات پراکنده‌ای در شهرها و مناطق صنعتی ایران به‌دلیل قطع مکرر برق گزارش شد. کارفرمایان منطقه صنعتی خرمدشت و سیاه‌سنگ در اعتراض به قطع برق دست به تجمع زدند. در پی این تجمع، مأموران نیروی انتظامی در محل حاضر شدند و کوشیدند تا معترضان را متفرق کنند. جمعی از شهروندان ساکن نورآباد ممسنی در استان فارس نیز در اعتراض به قطعی‌های مکرر برق و خسارات ناشی از آن برای وسایل برقی، در برابر اداره برق این شهرستان تجمع کردند. شماری از شهروندان در خشک‌بیجار استان گیلان نیز در اعتراض به قطع آب و برق تجمع کردند و شعارهایی از جمله «آب، برق، زندگی، حق مسلم ماست.» سر دادند.

## بحران آب و کاهش تولید برق
در صورت ادامه یافتن بحران آب در ایران، شبکهٔ برق ایران دست‌کم با کمبود ۲۴ هزار مگاوات برق روبه‌رو می‌شود و احتمال قطع برق افزایش می‌یابد.

## پیامدهای قطعی برق
بر اساس تحقیقات انجام شده، زیان هر کیلووات ساعت قطع برق برای صنایع مختلف ایران بین هفت تا ۶۳ هزار میلیارد تومان متغیر است. چهار تا پنج میلیارد دلار هم خسارت ناشی از قطعی برق برای صنایع پتروشیمی، فولادی و سیمانی در سال برآورد شده است. ضرر مالی صنایع به‌دلیل قطعی برق بر اساس محاسبات رئیس اتاق بازرگانی اراک، ۲۰۰ هزار میلیارد تومان در تابستان برآورد شده است. ۲۰۰ هزار میلیارد تومان ضرر تنها در عرض سه ماه، در حالی است که درآمد حاصل از فروش برق تنها ۱۷۰ هزار میلیارد تومان اعلام شده است. با این حال، این زیان‌های برآورد شده، عددی است تقریبی از زیان صنایع و کارخانجات؛ چراکه اثرات قطعی برق بر معیشت مردم بسیار بیشتر و عمیق‌تر است. کاهش تولید، خسارت به دستگاه‌ها و تجهیزات کارخانجات بزرگ و کارگاه‌های کوچک، فاسدشدن غذا و دارو به‌دلیل قطعی برق و حتی خراب شدن خمیر نانوایی‌ها و شیرینی‌پزی‌ها، همگی خسارت‌های ریز و درشتی است که با تولید زیان برای صاحبان صنایع، هزینهٔ تولید را بالا می‌برد و در نهایت، بر قیمت اجناس و خدماتی افزوده می‌شود که مردم باید خریداری کنند. تعطیلی پی‌درپی خطوط تولید و حتی تعطیلی کارخانجات هم به‌دلیل قطعی‌های پی‌درپی برق منجر به کاهش درآمد، تعدیل نیرو و مرخصی اجباری و بیکاری عدّهٔ زیادی از کارگران ایرانی شده است.
گذشته از صنایع بزرگ، اختلال در کار بیمارستان‌ها، بانک‌ها، مراکز تجاری خرد، تجمعات مکرر کسبه به‌دلیل قطعی‌های مکرر برق، جراحی با نور موبایل و ایجاد خطر برای جان بیماران، اعتصاب پرستاران به‌دلیل قطعی برق بیمارستان‌ها و خانواده‌هایی که از گرما به کولر اتومبیل‌های خود پناه برده‌اند، تنها بخشی از پیامدهای قطعی برق در ایران است.

### مرگ شهروندان
- در ۲۷ آذر ۱۳۹۸ اعلام شد که چهار نفر به‌دلیل قطعی برق در بیمارستان اهواز درگذشته‌اند.[۱۹]
- در ۱۶ تیر ۱۴۰۰ توسط ایسنا مرگ سه شهروند در بیمارستان بوعلی زاهدان مورد تحلیل قرار گرفت. شاهدان عینی از مرگ سه بیمار به‌دلیل قطعی برق گزارش کردند و بیمارستان موضوع را انکار کرد.[۲۰]

### مرگ طیور
- به‌دلیل قطع متناوب برق تنش تغییر دمایی حاصل از قطعی برق باعث کاهش میزان تغذیهٔ طیور شده و باعث مرگ آن‌ها می‌شود.[۲۱]

### مرگ اقتصاد
- در پی کمبود برق در ایران دولت این کشور این کمبود را به بخش صنعت منتقل کرد تا فشار کمتری به دنبال خاموشی بر مصارف خانگی تحمیل شود که این امر باعث ضرر و زیان شدید صنایع و کاهش چشمگیر تولید شد. این ضرر هرگز مطالعه نشد.[۲۲]

## دلایل قطعی برق
کارشناسان دلایل گوناگونی از جمله فرسودگی تجهیزات، خشکسالی و محدودیت منابع آبی، عدم بهره‌وری، تحریم‌ها، پایین بودن قیمت انرژی، عدم سرمایه‌گذاری در حوزهٔ انرژی‌های پاک و تجدیدپذیر، هدررفت انرژی در شبکهٔ انتقال و صادرات رایگان برق به کشورهای همسایه را علّت کمبود برق و خاموشی‌ها در ایران ذکر کرده‌اند. همچنین بلاتکلیفی در بین کالا یا خدمات بودن برق، حداکثر فشار را به تولیدکننده و سرمایه‌گذار وارد آورده و اعمال نرخ دستوری برق توسط دولت، رغبت را از سرمایه‌گذاران داخلی و خارجی برای سرمایه‌گذاری در صنعت برق ایران گرفته است؛ بنابراین در سایهٔ نبود سرمایه‌گذاری کافی و استهلاک نیروگاه‌های تولید برق از طرفی و افزایش مصرف از سوی دیگر، شکاف عمیق ناترازی هر سال عمیق‌تر شده و بر بحران برق دامن می‌زند. علاوه‌بر این موارد، واحدهای نیروگاهی برق دولتی با زیان‌های انباشته هزار میلیارد تومانی و مالکیت نیروگاه‌های برق توسط نهادهایی مانند «آستان قدس رضوی» و «بنیاد شهید»، بر پیچیدگی صنعت برق در ایران می‌افزاید.